# Septemberforliget
Septemberforliget var ett avtal mellan DSF (senare LO och nu Fagbevægelsens Hovedorganisation, FH) och Dansk arbetsgiverforening (DA) från 5 september 1899. Avtalet gav arbetsgivarna rätt att leda och fördela arbetet, medan fackföreningarna var de enda som kunde sluta avtal om löner och arbetsvillkor. Laurids Bing, Axel Heide och Herman Trier spelade en viktig roll vid antagandet av avtalet och alla tre fick förtjänstmedalj i guld för sina insatser.
Genom Septemberforliget avbröts den 5 september 1899 en lockout som hade pågått i 100 dagar. Fördraget baserades på de åtta ursprungliga punkterna från arbetsgivarna när konflikten började.
Även om kompromissen inte i alla avseenden motsvarade arbetsgivarnas åtta ursprungliga punkter var det en seger för arbetsgivare, men deras önskan att tillfoga fackföreningarna ett strategiskt nederlag misslyckades. Både fackföreningar och det socialdemokratiska partiet stärktes de följande åren.
Kompromissen tjänade som en social konstitution och ersättas inte förrän 1960 med ett nytt huvudavtal. Det nya huvudavtalet håller sig fortfarande inom ramen för det ursprungliga avtalet.